# Ferrari Dino 246 GT/GTS
A Dino é um modelo da Ferrari equipado com motor V6 central. Que foi produzido para homenagear a Alfredo Ferrari, filho de Enzo Ferrari mais conhecido como Dino, que morreu devido a Distrofia muscular.
A razão da Ferrari Dino ter o motor 6 cilindros em V é que antes da morte de Alfredo, ele já discutia com o seu pai e com Vittorio Jano sobre um possível motor V6 DOHC 1.5l para a Fórmula 2 de 1958.